# Project 56
Le Project 56 est le nom donné à une série de cinq essais atomiques atmosphériques complétés au site d'essais du Nevada par les États-Unis en 1955 et 1956. Elle suit l'opération Wigwam et précède l'opération Redwing.
Ces essais servent à établir si une arme nucléaire en partie détruite par un accident peut engendrer une explosion nucléaire, même si une partie des explosifs à haute efficacité (qui servent à déclencher l'explosion nucléaire) sont en partie brûlés ou ont partiellement explosé,.
Au terme des essais, plus de 862 ha sont contaminés au plutonium, qui s'est répandu sous la forme de poussières et de particules dans l'Area 11 du site d'essais du Nevada. Area 11 est dès lors surnommé Plutonium Valley. Au début du XXIe siècle, cette zone est encore utilisée pour tenir des exercices dans un environnement  radioactif et pour calibrer différents instruments.

## Essais
| Nom              | Date              | Puissance explosive | Remarques               |
| ---------------- | ----------------- | ------------------- | ----------------------- |
| Project 56 No. 1 | 1er novembre 1955 | Zéro                |                         |
| Project 56 No. 2 | 3 novembre 1955   | Zéro                | Dispersion de plutonium |
| Project 56 No. 3 | 5 novembre 1955   | Zéro                | Dispersion de plutonium |
| Project 56 No. 4 | 18 janvier 1956   | Très faible         | Dispersion de plutonium |